# لازار (مركبة مدرعة)
لازار هي مُدرعة صربية.

## التصميم والتطوير
المدرعة مدولبة وتستعمل عجلات ضخمة 8*8 وتستعمل مكونات من المركبة تام 150 T7 وقد زودت المدرعة لازار في تصميمها على دروع مركبة وبنيت المدرعة من الفولاذ وعند البناء روعى التصميم أن يكون بدن على شكل V وعلى جسم صلب من الدروع، ولقد صمم جسم المدرعة ليسمح بتركيب سريع للدروع اضافية وبدون تخفيض لأمكانيات المركبة.
وتتسع مقصورة الطاقم للقائد والسائق ومشغل الأسلحة وتستطيع المدرعة حمل 10 جنود في صفين كل صف يحتوى على 5 مقاعد والمقاعد يمكن طيها ويمكن تعليقها على السقف وتوفر حماية للطاقم من اثار الأنفجارات تحت المدرعة.
شاسيه المدرعة يمكن اسعمالها للعديد من الأصدارات مثل:
- مركبة قيادة.
- مركبة طبية لأخلاء المصابيين.
- مركبة للدعم اللوجستى.
- مركبة هندسية أو مركبة اصلاح الأعطال.
- كاسحة الغام

## المواصفات

### المراقبة والتحكم
لقد جهزت المدرعة لازار بمنظومة قيادة معلومات والسيطرة وأنظمة اتصالات ومركز للاستطلاع والمراقبة إلكتروبصرية بانورامية تشمل CCTV كاميرا وكاميرا تصوير حرارية ومحدد مدى ليزرى.

### الحماية
تصميم البدن على شكل V يستطيع ان يعطى المدرعة القدرة على الصمود امام انفجارات الألغام التي تزن 6 كجم والعبوات الناسفة تحت عجلات وارضية المدرعة.
المستوى العالى من حماية الدروع تحقق من خلال اعتماد بدن من الفولاذ وهي تشمل أيضا الزجاج البالستى وهي توفر حماية من المستوى 4 (حماية من ال B-32 وهو رصاص حارق خارق للدروع 12.7 مم من مسافة 100 متر) بأضافة دروع مركبة مغلفة تعلق على الدروع الأساسية ويمكن تطويرها ليصبح مستوى الحماية إلى المستوى 5 من الأمام والمستوى الرابع من باقى الأجناب والخلف، تصميم بدن المدرعة يسمح للطاقم بأستبدال الدروع المركبة المضافة بسرعة والتي عند تركيبها لا تقلل من امكانيات المدرعة.
و يمكن أيضا تركيب دروع تفاعلية التي سوف توفر حماية فعالة ضد ال ار-بي-جي 7 وهي تمثل تهديد قوى في حروب العصابات

### التنقل
المدرعة لازار تستخدم محرك ديزل يقوة 500 حصان يوفر سرعة تصل إلى 100 كلم في الساعة بالإضافة إلى علبة تروس ميكانيكية ويمكن تزويدها أيضا بعلبة تروس اوتوماتيكية وتتميز بنظام تعليق مستقل 8X8 لكل عجلاتها، وضمان حركية عالية حتى في المناطق الوعرة.

### التسليح
تقع انظمة التسليح في مكان بين المقصورة الأمامية والخلفية، وتستطيع المدرعة أيضا حمل مجموعة مختلفة من الابراج.
المدرعة مجهزة بقبة M06 وقابل لحمل مجموعو مختلفة من الاسلحة:
- رشاش عيار 7.62 x 54 مم من نوع M86
- رشاش عيار 12.7*107 مم
- قاذف قنابل إلى عيار 30 مم
- مدفع 30 ملم أوتوماتيكي

### الميزات الخاصة
يمكن اختيار هذه الميزات من قبل المشتري المحتمل.
- تكييف الهواء مع الضاغط ونظام الضغط الزائد لCBRN الحماية
- راديو VHF ينتج 15W , مع منظومة ال UMR
- نظام معلومات القيادة مع ميزات مثل الاتصالات المشفرة، خرائط GPS .
- التحكم عن بعد في الأسلحة مع التسليح يتراوح بين 12.7 إلى 30 مم، بما في ذلك الاستشعار الكامل موضوع على طائرتين (درون) تحملان لايدار.